# Pangrapta trilineata
Pangrapta trilineata là một loài bướm đêm trong họ Erebidae.